# Prodoxidae
Famille
Les Prodoxidae sont une famille de petits lépidoptères (papillons), qui regroupe environ 9 genres et 98 espèces.  
Certains auteurs divisent cette famille en deux sous-familles :
- Lamproniinae Heslop, 1938
- Prodoxinae Riley, 1881